# نايجل وايس
نايجل وايس (بالإنجليزية: Nigel Weiss)‏ هو رياضياتي وعالم فلك جنوب أفريقي، ولد في 16 ديسمبر 1936 في جنوب أفريقيا.